# Elfi Zinn
Elfi Zinn (z domu Rost, ur. 24 sierpnia 1953 w Ratheburze w powiecie Vorpommern-Greifswald) – wschodnioniemiecka lekkoatletka, specjalizująca się w biegach średniodystansowych, brązowa medalistka igrzysk olimpijskich z 1976 r. z Montrealu, w biegu na 800 metrów.

## Finały olimpijskie
- 1976 – Montreal, bieg na 800 m – brązowy medal

## Inne osiągnięcia
- mistrzyni NRD w biegu na 800 m (hala) – 1973, 1976
- 1973 – Rotterdam, halowe mistrzostwa Europy – srebrny medal w biegu na 800 m

## Rekordy życiowe
- bieg na 800 metrów – 1:55,60 (1976)